# From the Vault: Exiled

Il logo del set

From the Vault: Exiled è un set speciale del gioco di carte collezionabili Magic: l'Adunanza, edito da Wizards of the Coast, in vendita in tutto il mondo dal 28 agosto 2009 ma solo in inglese.

## Caratteristiche

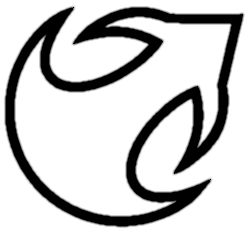
Il simbolo del set

Exiled è un cofanetto contenente una selezione di quindici carte il cui uso è stato limitato o bandito nei tornei ufficiali. Tutte le carte sono a bordo nero, e sono state stampate con un metodo di stampa olografica speciale, che non viene utilizzato nei normali set del gioco. Otto carte inoltre presentano una nuova illustrazione creata apposta per l'occasione.
Il simbolo dell'espansione è una freccia scoccata in diagonale con una scia dietro di essa, e si presenta con il colore usato abitualmente nei set di espansione tradizionali per indicare le carte rare mitiche: il bronzo.

## Lista delle carte
- Bilancia dell'Equilibrio (nuova illustrazione, presente in tutti i set base fino alla Quarta Edizione compresa)
- Berserk (nuova illustrazione, presente nei set base Limited Edition e Unlimited Edition)
- Incanalare Energia (nuova illustrazione, presente in tutti i set base fino alla Quarta Edizione compresa)
- Doni Mai Dati (dall'espansione Campioni di Kamigawa)
- Lacchè Goblin (nuova illustrazione, dall'espansione Saga di Urza)
- Gorilla di Kird (dall'espansione Arabian Nights, presente anche nei set base Revised Edition e Nona Edizione e nel set speciale Beatdown)
- Petalo di Loto (dall'espansione Tempesta)
- Tutore Mistico (dall'espansione Mirage e dal set base Sesta Edizione)
- Necropotenza (nuova illustrazione, dall'espansione Era Glaciale e dal set base Quinta Edizione)
- Cappa delle Profezie del Sensei (dall'espansione Campioni di Kamigawa)
- Efreet di Serendib (nuova illustrazione, dall'espansione Arabian Nights e dal set base Revised Edition)
- Morsa Cerebrale (dall'espansione Darksteel)
- Miniera a Cielo Aperto (nuova illustrazione, dall'espansione Antiquities e dal set base Quarta Edizione)
- Riparatrice (nuova illustrazione, dall'espansione Eredità di Urza)
- Trinisfera (dall'espansione Darksteel)

## Legalità nei tornei
L'uso delle carte presenti in questo set è stato in passato bandito o limitato a una copia per mazzo nei tornei ufficiali sanzionati dalla DCI, in seguito alcune carte sono state ristampate e di nuovo ammesse ai tornei, mentre altre non sono mai tornate. Di seguito la tabella della legalità di queste carte nell'agosto 2009, quando il set è stato distribuito.
| Carta                           | Vintage  | Legacy  | Esteso  | Blocco                 |
| ------------------------------- | -------- | ------- | ------- | ---------------------- |
| Bilancia dell'Equilibrio        | limitata | bandita | —       | —                      |
| Berserk                         | ammessa  | ammessa | —       | —                      |
| Incanalare Energia              | limitata | bandita | —       | —                      |
| Doni Mai Dati                   | limitata | ammessa | ammessa | ammessa (Kamigawa)     |
| Lacchè Goblin                   | ammessa  | ammessa | —       | ammessa (Urza)         |
| Gorilla di Kird                 | ammessa  | ammessa | ammessa | —                      |
| Petalo di Loto                  | limitata | ammessa | —       | ammessa (Tempesta)     |
| Tutore Mistico                  | limitata | bandita | —       | ammessa (Mirage)       |
| Necropotenza                    | limitata | bandita | —       | ammessa (Era Glaciale) |
| Cappa delle Profezie del Sensei | ammessa  | ammessa | bandita | ammessa (Kamigawa)     |
| Efreet di Serendib              | ammessa  | ammessa | —       | —                      |
| Morsa Cerebrale                 | ammessa  | bandita | bandita | bandita (Mirrodin)     |
| Miniera a Cielo Aperto          | limitata | bandita | —       | —                      |
| Riparatrice                     | limitata | bandita | —       | ammessa (Urza)         |
| Trinisfera                      | limitata | ammessa | ammessa | ammessa (Mirrodin)     |